# District de Luwingu
Le district de Luwingu est un district de Zambie, situé dans la Province Septentrionale. Sa capitale se situe à Luwingu. Selon le recensement zambien de 2000, le district a une population de 80 758 personnes.